# لین لینگ
لین لینگ (انگلیسی: Lin Ling؛ زادهٔ ۹ سپتامبر ۱۹۷۷) یک بازیکن تنیس روی میز اهل جمهوری خلق چین است.
وی در مسابقات کشوری و بین‌المللی در مجموع برنده ۴ مدال طلا، ۲ مدال نقره، ۴ مدال برنز شده‌است.